# Éolianite

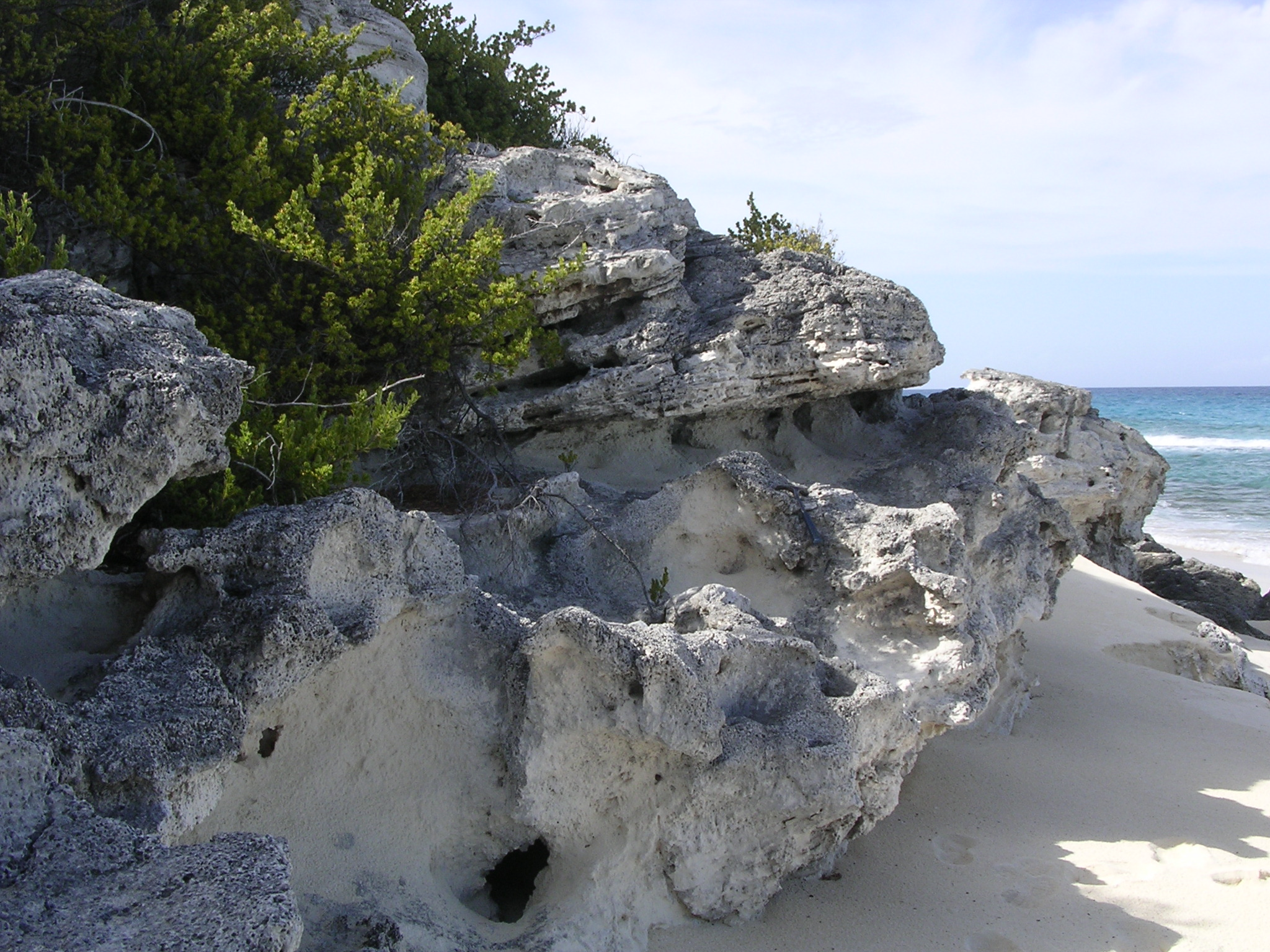
Eolianite, Long Island, Bahamas.

L'éolianite est une roche formée par la solidification des particules sédimentaires déposées par des processus éoliens (vent). Dans l'utilisation courante, cependant, le terme se réfère spécifiquement à la forme la plus courante de l'éolianite : calcaire côtier composé de sédiments carbonatés marin peu profond d'origine biogène, formés en dunes côtières par le vent, et ensuite lithifiés. Ils sont exclusivement quaternaire.

## Sémantique et origine

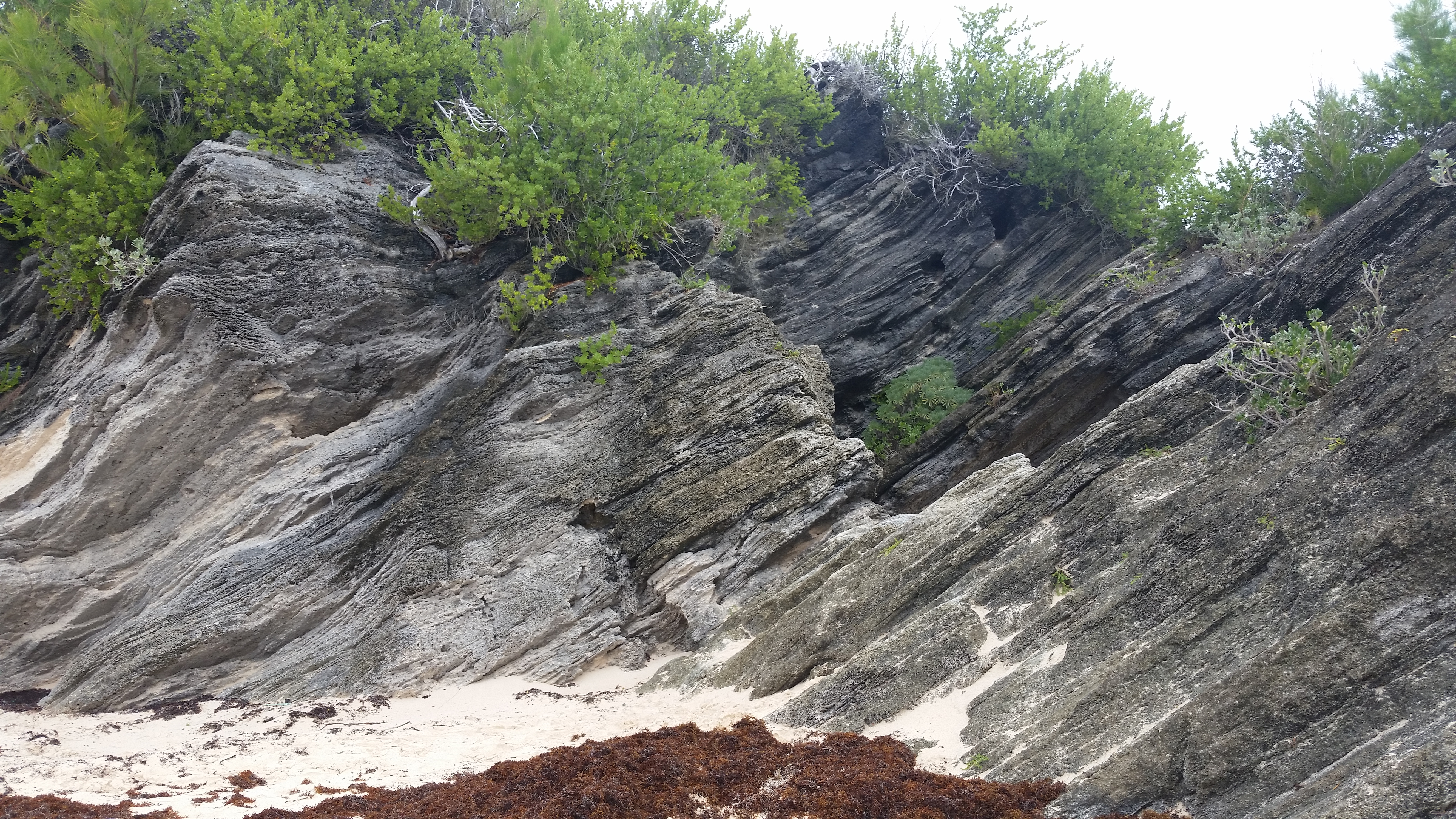
Eolianite, Horseshoe Bay, Bermudes.

Il est également connu sous le nom d'aeolianite en anglais, kurkar au Moyen-Orient, de miliolite en Inde et en Arabie et de grès dunaire en Méditerranée orientale.
Sayles a inventé le terme en 1931 pour désigner des dépôts éoliens lithifiés sans lien avec la nature des grains, ni avec l'âge. Sayles a décrit les collines en forme de dunes des Bermudes, constituées de roches bioclastiques. Ainsi, les Bermudes sont considérées comme la localité type du faciès éolianite carbonatée.
Le terme moderne est plus précis défini par Brooke (2001) qui considère l'éolianite comme un sable éolien calcaire lithifié à débris biogéniques d’origine marine.

## Mise en place

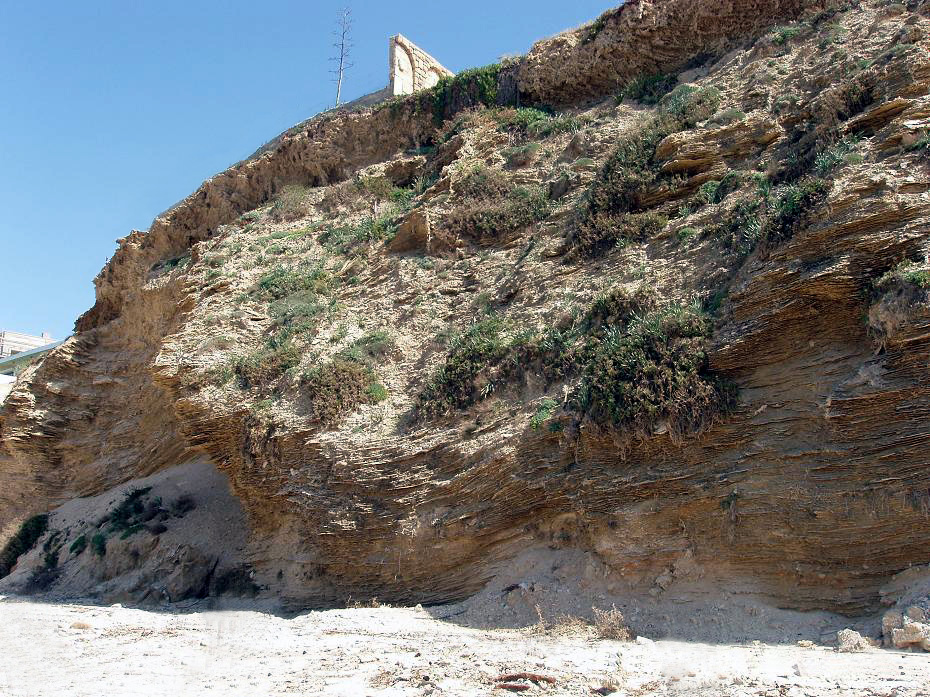
Kurkar.

Le dépôt est contrôlé par des changements glacio-eustatiques, des éolianites se formant lors des interglaciations. 
Les conditions favorables à la formation de l'éolianite sont :
- un climat chaud, favorable à la production de carbonates, par les animaux marins peu profonds ; par exemple, la production de coquillages par les mollusques marins ;
- des vents de terre pour former des sédiments échoués en dunes ;
- une topographie terrestre relativement basse, plutôt que des falaises terrestres, pour permettre la formation de systèmes de dunes ;
- des précipitations onshore relativement faibles, pour favoriser une lithification rapide ;
- stabilité tectonique.

## Répartition mondiale des dépôts

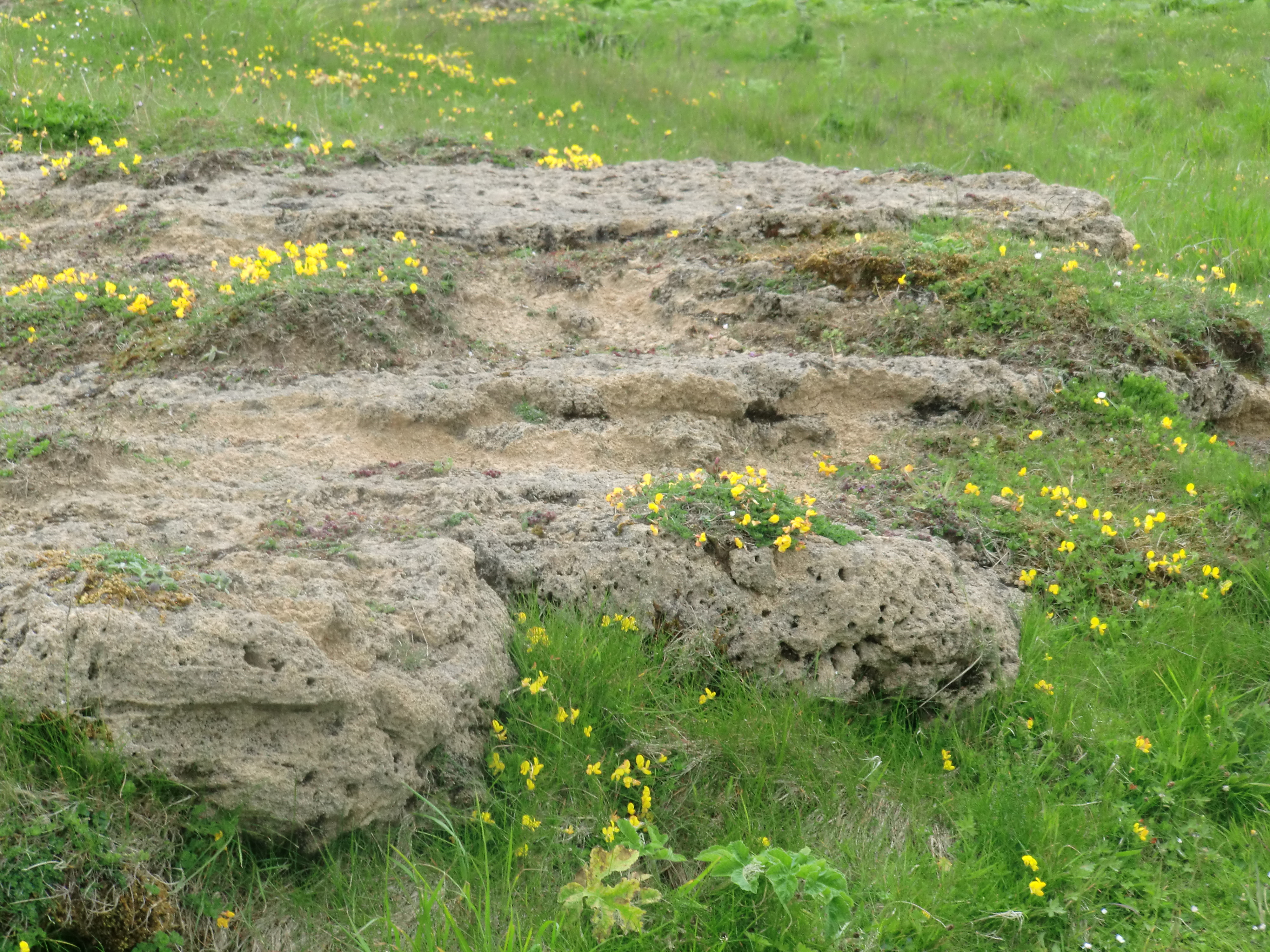
Afflaeurement d'éolianite à Aikerness, Orcades, Ecosse.

Les éolianites sont présentes dans de nombreuses régions du monde. Les éolianites se trouvent le long des marges de la ceinture mondiale de carbonate, sur les îles carbonatées comme le long du nord-est du Yucatan et de l'île Rottnest. Il se produit le plus largement entre les latitudes de 20° et 40° dans les deux hémisphères, avec peu de dépôts plus près de l'équateur et pratiquement aucun dépôt plus près des pôles.
Les gisements d'éolianite les plus étendus au monde se trouvent sur les côtes sud et ouest de l'Australie. Sur la côte ouest, il y a plus de 800 kilomètres de falaises éolianites, qui ont plus de 150 mètres d'épaisseur à certains endroits. Ces falaises, connues localement sous le nom de Formation de calcaire de Tamala, contiennent des couches d'origine dunaire entrecoupées de couches d'origine marine peu profonde. D'autres gisements importants se trouvent aux Bermudes, aux Bahamas, sur les côtes sud et est de l'Afrique du Sud, en Méditerranée, et dans les îles océaniques du Pacifique, de l'Atlantique et des océans indiens.
La répartition des dépôts est essentiellement côtière, toutefois Glennie (1970) et De Goudie et Sperling (1977) décrivent des éolianites composées principalement de milioles, appelé miliolite, situées à plusieurs centaines de kilomètres du rivage (Désert du Thar, Inde).

## Répartition des dépôts dans le temps
Les éolianites se rencontrent exclusivement au Quaternaire.

### Traduction
- (en) Cet article est partiellement ou en totalité issu de l’article de Wikipédia en anglais intitulé « Eolianite » (voir la liste des auteurs).